# FDP-Bundesparteitag 2015
Koordinaten: 52° 29′ 56,2″ N, 13° 22′ 28,3″ O

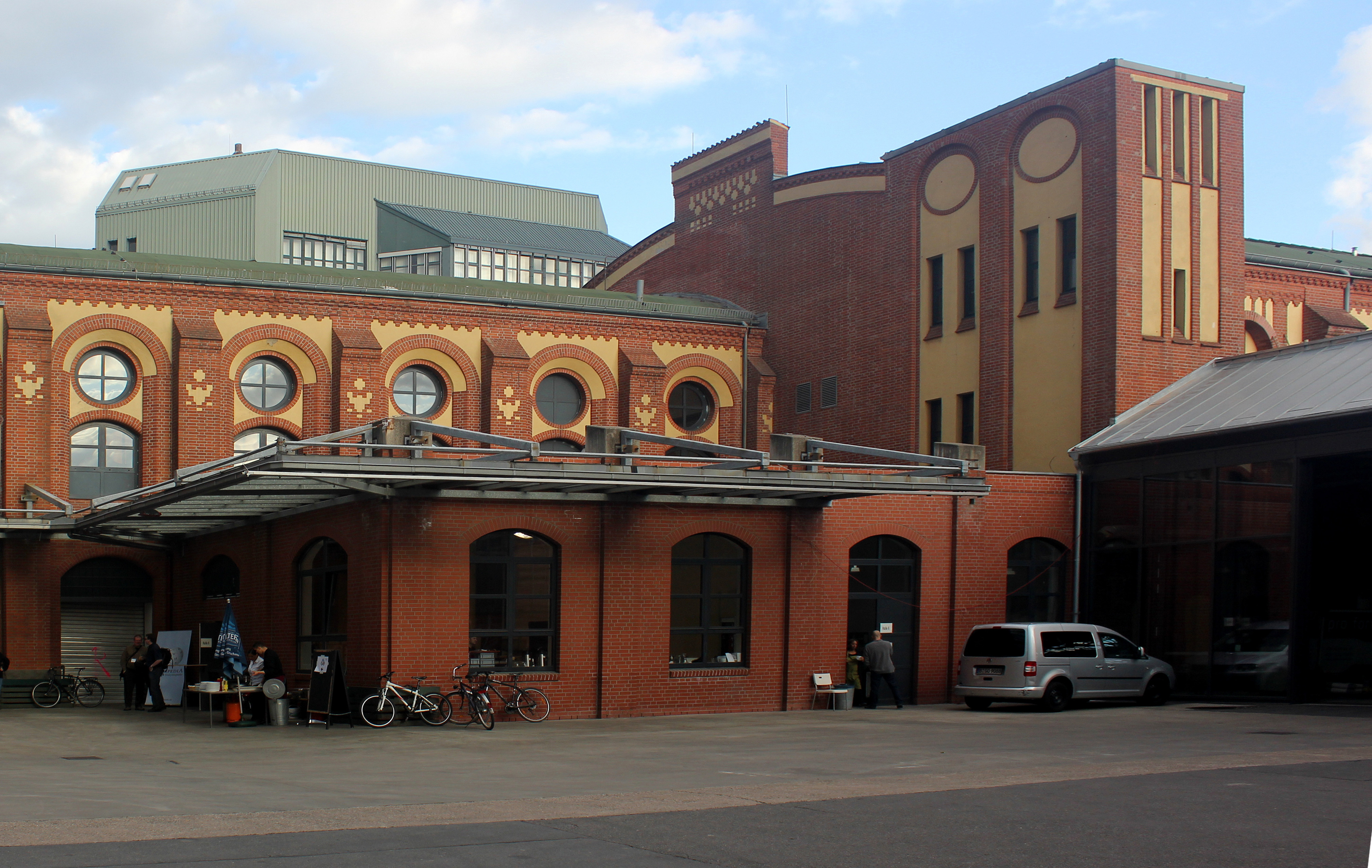
STATION Berlin

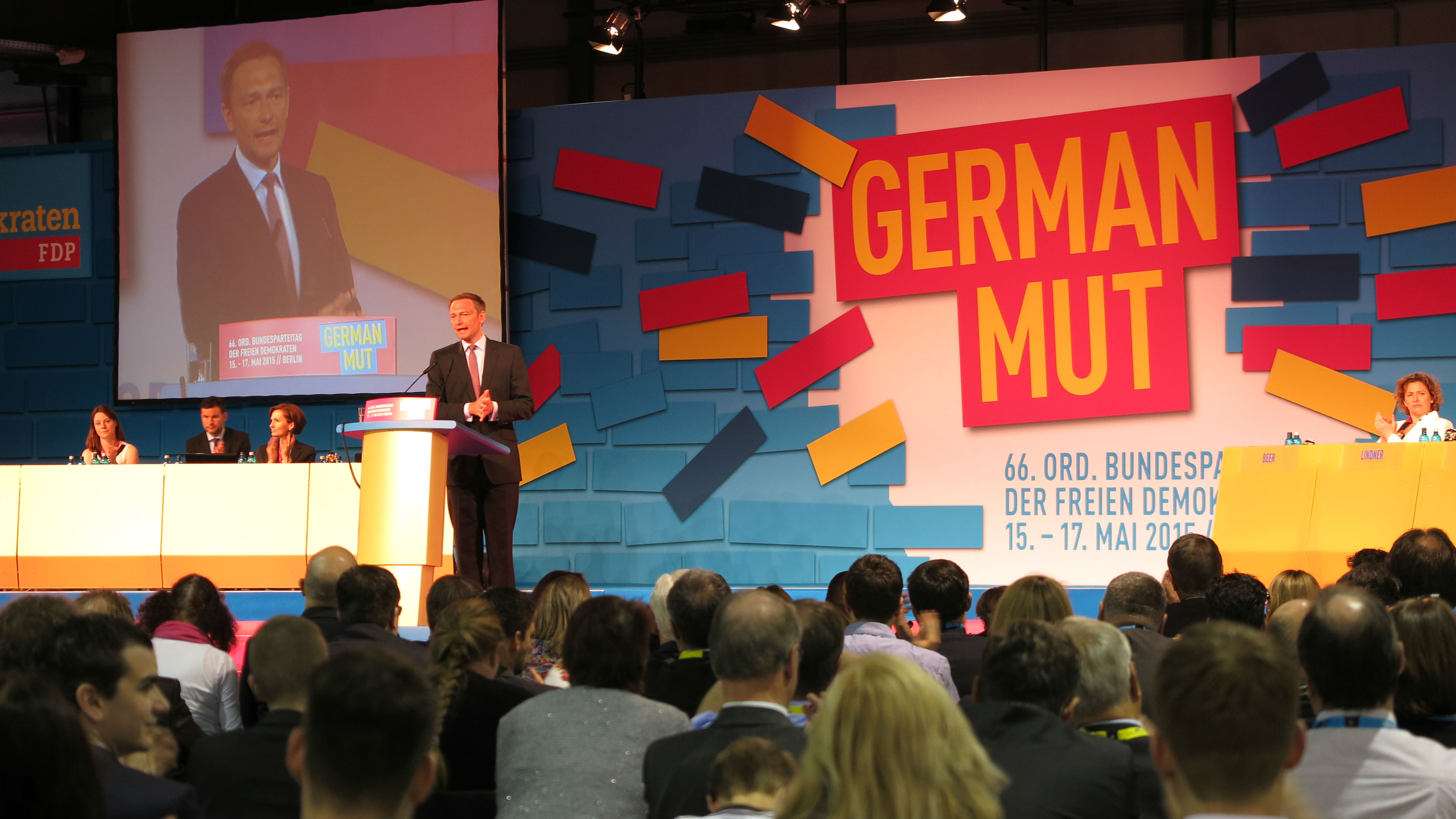
66. Bundesparteitag der FDP, Motto „German Mut“

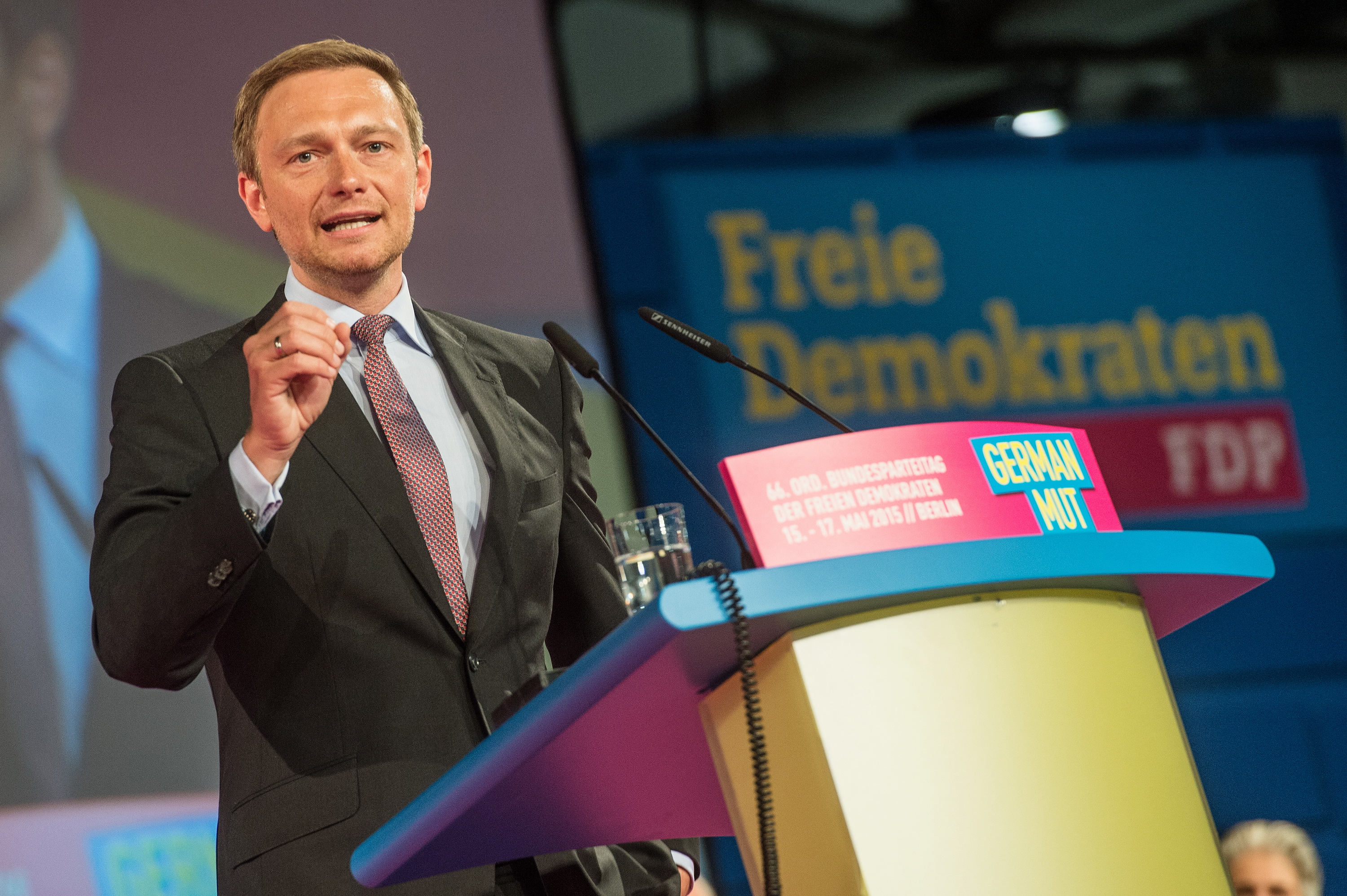
Christian Lindner auf dem Bundesparteitag in Berlin, 2015

Den Bundesparteitag der FDP 2015 hielt die FDP vom 15. bis 17. Mai 2015 in Berlin ab. Es handelte sich um den 66. ordentlichen Bundesparteitag der FDP in der Bundesrepublik Deutschland.

## Verlauf
Der Parteivorsitzende Christian Lindner wurde mit 92,41 Prozent der Stimmen zum ersten Mal in seinem Amt bestätigt. Der Parteitag stand unter dem Motto: German Mut.
Der Leitantrag „Mehr Chancen durch mehr Freiheit: Projekte für eine Republik der Chancen“ rückte die Themen Bildung, Steuern, Zuwanderung und Familienpolitik ins Zentrum.
Die Freien Demokraten beschlossen, sich für die Legalisierung von Cannabis einzusetzen. Die Droge soll als Genussmittel in staatlich lizenzierten Geschäften für Erwachsene käuflich sein und dadurch dem Schwarzmarkt die Grundlage entzogen werden.
Um Deutschland für Einwanderer attraktiver zu machen, beschloss die FDP, sich für ein Punktesystem nach kanadischem Vorbild einzusetzen, das die Qualifikation der Zuwanderer erfasst. Eine Einbürgerung soll nach frühestens vier Jahren ermöglicht werden. Asylbewerber sollen eine Arbeitserlaubnis erhalten. Um die Anwerbung von Fachkräften zu erleichtern, will die FDP in ausgewählten Behörden Englisch als Zweitsprache testen.
Weitere Beschlüsse waren: „Solidaritätszuschlag muss 2019 auslaufen“, „Vielfalt der Religionen 500 Jahre nach der Reformation“ und „Ratifizierung der Istanbul-Konvention“.
Der Parteitag änderte die Bundessatzung und beschloss, in Form einer Sonderumlage einen finanziellen Beitrag für die kommenden Landtags- und Kommunalwahlen zu leisten. Für jedes Mitglied werden die Kreisverbände bis 2017 jährlich 25 Euro überweisen.

## Bundesvorstand
Dem Bundesvorstand gehörten nach der Neuwahl 2015 an:
| Vorsitzender                          | Christian Lindner |
| Stellvertretende Vorsitzende          | Wolfgang Kubicki, Marie-Agnes Strack-Zimmermann, Katja Suding |
| Schatzmeister                         | Hermann Otto Solms |
| Beisitzer im Präsidium                | Michael Theurer, Volker Wissing, Holger Zastrow |
| Generalsekretärin                     | Nicola Beer |
| Ständige Teilnehmer im Präsidium      | Christian Dürr (Vertreter der FDP-Fraktionen), Alexander Graf Lambsdorff (Vertreter der ALDE-Fraktion) |
| Beisitzer im Bundesvorstand           | Axel Graf Bülow, René Domke, Marcus Faber, Otto Fricke, Daniel Föst, Heiner Garg, Alexander Hahn, Hauke Hilz, Gero Clemens Hocker, Thomas L. Kemmerich, Pascal Kober, Konstantin Kuhle, Michael Georg Link, Oliver Luksic, Patrick Meinhardt, Gesine Meißner, Hans-Joachim Otto, Karl-Heinz Paqué, Gisela Piltz, Alexander Pokorny, Andreas Reichel, Florian Rentsch, Stefan Ruppert, Daniela Schmitt, Jimmy Schulz, Mieke Senftleben, Joachim Stamp, Lencke Steiner, Linda Teuteberg, Alexandra Thein, Johannes Vogel, Claas Voigt, Roland Werner |
| Ständige Teilnehmer im Bundesvorstand | Marco Buschmann, Stefan Birkner, Albert Duin, Sibylle Meister, Frank Sitta, Wolfgang Gerhardt, Steffen Saebisch, Florian Philipp Ott, Detlef Parr, Johannes Dallheimer (ab Januar 2016, vormals Julia Buschhorn, Sascha Lucas, Alexander Schopf), Judith Pirscher, Markus Löning, Manfred R. Eisenbach, Ellen Madeker, Manuel Höferlin |
| Ehrenvorsitzende                      | Walter Scheel (1919–2016), Hans-Dietrich Genscher (1927–2016) |

## Beschlüsse
- Vielfalt der Religionen 500 Jahre nach der Reformation[12]
- NEIN zur staatlichen Pflicht zur Offenlegung der Löhne[13]
- Ratifizierung der Istanbul-Konvention[14]
- Solidaritätszuschlag muss 2019 auslaufen – Weiterführung ist eine Steuererhöhung[15]
- Mehr Chancen durch mehr Freiheit: Projekte für eine Republik der Chancen[16]
- Kontrollierte Freigabe von Cannabis[17]
- Für ein weltoffenes Deutschland – die Einwanderungs- und Flüchtlingspolitik der Freien Demokraten[18]